# Livello (videogiochi)

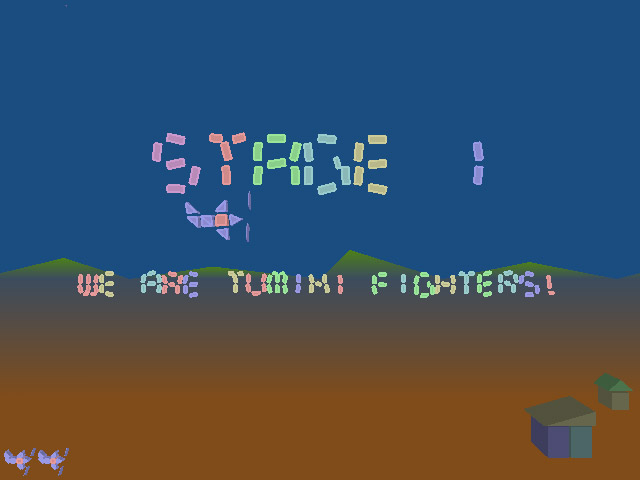
Inizio del primo livello di Tumiki Fighters

Un livello di un videogioco è una delle parti in cui il gioco è stato suddiviso per motivi di organizzazione o tecnici. Corrisponde a una singola area isolata, sequenza di eventi o scenario. Dal punto di vista della programmazione i livelli vengono solitamente caricati in memoria uno alla volta.
Ogni specifico gioco può utilizzare altri termini al suo interno per definire i livelli, come mondo, stadio (stage), missione, fase, area, muro, quadro.
Questo significato non va confuso con un altro, indipendente da questo, utilizzato sempre nell'ambito dei videogiochi per indicare i progressi nelle abilità di un particolare personaggio, riprendendo il concetto di livello tipico dei giochi di ruolo, che viene applicato ad esempio ai videogiochi di ruolo. Per distinguere si parla di livello del gioco e livello del personaggio.
Un ulteriore significato può essere il livello di difficoltà, che in alcuni giochi è impostabile globalmente prima dell'inizio della partita, e influenza tutti gli eventuali livelli del gioco.

## Organizzazione
Spesso i livelli si presentano in sequenza lineare, con difficoltà crescente, e sono numerati. Solo dopo aver completato il primo livello si ha accesso al secondo e così via. Per completare un livello il giocatore deve raggiungere un obiettivo, che può essere anche la semplice sopravvivenza fino alla fine; molti giochi, prima di terminare un livello, prevedono che si sconfigga un boss. A seconda di come è strutturato il gioco, in caso di perdita di una vita può essere necessario ricominciare da capo il livello che si stava affrontando. Non tutti i giochi comunque hanno livelli sequenziali, possono anche essere interconnessi in vario modo o direttamente selezionabili dal giocatore.